# Tuiran Miliisi
Tuiran Miliisi (в переводе — рус. «Милиция Туйры») — финская панк-рок-группа.

## История
Группа появилась в 2000 году и была основана музыкантами из Туйры — района города Оулу, благодаря которому и получила своё название. Несмотря на своё раннее появление, только в 2007 году они выпустили свой первый альбом благодаря заключению контракта с руководителем Love Records.
Группа скандально известна тем, что её фронтмен, ударник Алан Сеппянен, отказывается давать интервью о своём коллективе, а с журналистами часто идёт на конфликт. Провоцирующее поведение членов группы привело к тому, что аккаунт группы на MySpace блокировался дважды (один раз из-за скандальной обложки одного из альбомов).

## Состав группы
- Эркки Сеппянен — вокал, гитара
- Ере Клами — бэк-вокал, гитара
- Антти Карсикас — бас-гитара
- Алан Сеппянен — ударные

## Дискография
- Liian fiksu rokkaamaan (2007, сингл)
- Ensimmäinen huomautus roskaväelle (2007, LP)
- Realismin kauneus (2009, LP)